# Slovaquie aux Jeux paralympiques d'hiver de 2018
La Slovaquie participe aux Jeux paralympiques d'hiver de 2018 à Pyeongchang, en Corée du Sud, du 9 au 18 mars 2018. Il s'agit de la septième participation du pays aux Jeux paralympiques d'hiver.

## Composition de l'équipe
La délégation slovaque est composée de 11 athlètes prenant part aux compétitions dans 2 sports,.

### Curling
- Radoslav Ďuriš
- Monika Kunkelová
- Imrich Lyócsa
- Dušan Pitoňák
- Peter Zaťko

### Ski alpin
- Henrieta Farkašová (guide : Natália Šubrtová)
- Martin France
- Miroslav Haraus (guide : Maroš Hudík)
- Jakub Krako (guide : Branislav Brozman)
- Marek Kubačka (guide : Mária Zaťovičová)
- Petra Smaržová